# Proceratophrys korekore
Proceratophrys korekore — вид жаб родини Odontophrynidae. Описаний у 2021 році.

## Назва
Видовий епітет korekore означає «жаба» мовою мундуруку —— корінної групи, яка населяє південно-західні частини штату Пара та північний регіон штату Мату-Гросу.

## Поширення
Ендемік Бразилії. Населяє густі омброфільні лісові утворення на обох берегах річки Телес-Пірес у штатах Пара та Мату-Гросу.

## Опис
Жаба середнього розміру. Тіло завдовжки 39,8–44,1 мм у дорослих самців і 43,8–57,6 мм у дорослих самок.